# Lijst van nummer 1-hits in de Vlaamse Ultratop 50 in 2019
De volgende hits stonden in 2019 op nummer 1 in de Vlaamse Ultratop 50.
| Nummer | Datum        | Artiest                                           | Titel            |
| ------ | ------------ | ------------------------------------------------- | ---------------- |
| 297    | 5 januari    | Ava Max                                           | Sweet but psycho |
|        | 12 januari   | Ava Max                                           | Sweet but psycho |
|        | 19 januari   | Ava Max                                           | Sweet but psycho |
|        | 26 januari   | Ava Max                                           | Sweet but psycho |
|        | 2 februari   | Ava Max                                           | Sweet but psycho |
|        | 9 februari   | Ava Max                                           | Sweet but psycho |
|        | 16 februari  | Ava Max                                           | Sweet but psycho |
|        | 23 februari  | Ava Max                                           | Sweet but psycho |
|        | 2 maart      | Ava Max                                           | Sweet but psycho |
|        | 9 maart      | Ava Max                                           | Sweet but psycho |
| 298    | 16 maart     | Calvin Harris & Rag'n'Bone Man                    | Giant            |
|        | 23 maart     | Calvin Harris & Rag'n'Bone Man                    | Giant            |
|        | 30 maart     | Calvin Harris & Rag'n'Bone Man                    | Giant            |
|        | 6 april      | Calvin Harris & Rag'n'Bone Man                    | Giant            |
|        | 13 april     | Calvin Harris & Rag'n'Bone Man                    | Giant            |
|        | 20 april     | Calvin Harris & Rag'n'Bone Man                    | Giant            |
|        | 27 april     | Calvin Harris & Rag'n'Bone Man                    | Giant            |
| 299    | 4 mei        | Lil Nas X                                         | Old town road    |
|        | 11 mei       | Lil Nas X                                         | Old town road    |
|        | 18 mei       | Lil Nas X                                         | Old town road    |
|        | 25 mei       | Lil Nas X                                         | Old town road    |
|        | 1 juni       | Lil Nas X                                         | Old town road    |
|        | 8 juni       | Lil Nas X                                         | Old town road    |
|        | 15 juni      | Lil Nas X                                         | Old town road    |
|        | 22 juni      | Lil Nas X                                         | Old town road    |
|        | 29 juni      | Lil Nas X                                         | Old town road    |
|        | 6 juli       | Lil Nas X                                         | Old town road    |
|        | 13 juli      | Lil Nas X                                         | Old town road    |
| 300    | 20 juli      | Marco Borsato, Armin van Buuren & Davina Michelle | Hoe het danst    |
|        | 27 juli      | Marco Borsato, Armin van Buuren & Davina Michelle | Hoe het danst    |
|        | 3 augustus   | Marco Borsato, Armin van Buuren & Davina Michelle | Hoe het danst    |
|        | 10 augustus  | Marco Borsato, Armin van Buuren & Davina Michelle | Hoe het danst    |
|        | 17 augustus  | Marco Borsato, Armin van Buuren & Davina Michelle | Hoe het danst    |
|        | 24 augustus  | Marco Borsato, Armin van Buuren & Davina Michelle | Hoe het danst    |
|        | 31 augustus  | Marco Borsato, Armin van Buuren & Davina Michelle | Hoe het danst    |
|        | 7 september  | Marco Borsato, Armin van Buuren & Davina Michelle | Hoe het danst    |
|        | 14 september | Marco Borsato, Armin van Buuren & Davina Michelle | Hoe het danst    |
|        | 21 september | Marco Borsato, Armin van Buuren & Davina Michelle | Hoe het danst    |
| 301    | 28 september | Tones and I                                       | Dance monkey     |
|        | 5 oktober    | Tones and I                                       | Dance monkey     |
|        | 12 oktober   | Tones and I                                       | Dance monkey     |
|        | 19 oktober   | Tones and I                                       | Dance monkey     |
|        | 26 oktober   | Tones and I                                       | Dance monkey     |
|        | 2 november   | Tones and I                                       | Dance monkey     |
|        | 9 november   | Tones and I                                       | Dance monkey     |
|        | 16 november  | Tones and I                                       | Dance monkey     |
|        | 23 november  | Tones and I                                       | Dance monkey     |
|        | 30 november  | Tones and I                                       | Dance monkey     |
|        | 7 december   | Tones and I                                       | Dance monkey     |
|        | 14 december  | Tones and I                                       | Dance monkey     |
|        | 21 december  | Tones and I                                       | Dance monkey     |
|        | 28 december  | Tones and I                                       | Dance monkey     |